# Argyrolobium biebersteinii
Argyrolobium biebersteinii är en ärtväxtart som beskrevs av Peter William Ball. Argyrolobium biebersteinii ingår i släktet Argyrolobium och familjen ärtväxter. Inga underarter finns listade i Catalogue of Life.